# Radolfo Brito
Radolfo Brito (1270 – 1320) è stato un filosofo e grammatico francese.

## Biografia
Fu un importante teorico della scuola modista interna alla filosofia Scolastica. Nel 1296 divenne maestro d'arti all'Università di Parigi, dove scrisse testi di grammatica speculativa, oltre a edizioni commentate delle opere di Aristotele, Boezio e del grammatico Prisciano.
Una notevole parte della sua vasta produzione letteraria è andata perduta o è rimasta priva di edizioni critiche.

Nel 2002, il medievista francese Jean-Luc Deuffic propose l'identificazione di Radolfo Brito con Raul il Bretone, tesi che non fu universalmente accettata dagli altri accademici europei come esaustiva, non avendo risolto il problema dell'ulteriore omonimia con il contemporaneo Raoul de Presles (1316—1382). A Raoul il Bretone fu ascritta una critica della dottrina tomista delle specie, parzialmente sovrapponibile con quella di Durando di S. Porziano.

## Opere
- W. Fauser (a cura di), Quaestiones in Aristotelis librum tertium De anima, in Der Kommentar des Radulphus Brito zu Buch III De anima, Münster, Aschendorf 1974.
- Jan Pinborg (a cura di), Sophisma “Aliquis homo est species, in Radulphus Brito’s sophism on second intentions, Vivarium, 13, 1975, pp. 119-152.
- Sten Ebbesen (a cura di), Sophisma “Rationale est animal, in The sophism Rationale est animal, Cahiers de l’Institut du Moyen-Age Grec et Latin 24, 1978, pp. 85-120.
- Niels J. Green-Pedersen, Jan Pinborg (a cura di), Sophisma “Omnis homo est omnis homo, in Radulphus Brito: Commentary on Boethius’ De differentiis topicis and the sophism Omnis homo est omnis homo, Cahiers de l’Institut du Moyen-Age Grec et Latin, 26, 1978, pp. 1-92.
- Niels J. Green-Pedersen, Jan Pinborg (a cura di), Quaestiones super De differentiis topicis Boethii, in Radulphus Brito: commentary on Boethius’ De differentiis topicis and the sophism Omnis homo est omnis homo, Cahiers de l’Institut du Moyen-Age Grec et Latin, 26, 1980 pp. 1-92.
- Jan Pinborg (a cura di), Quaestiones in Aristotelis libros De anima, q. 1.6, Radulphus Brito on Universals, Cahiers de l’Institut du Moyen-Age Grec et Latin, 35, 1980, pp. 56-142.
- Jan Pinborg, Quaestiones super librum Porphyrii, qq. 5–8, in Radulphus Brito on Universals, Cahiers de l’Institut du Moyen-Age Grec et Latin, 35, 1980, pp. 56-142.
- H.W. Enders (a cura di), Jan Pinborg, Quaestiones super Priscianum minorem, in ‘’Grammatica speculativa’’, vol. 3/1-2, Frommann Holzboog, Stuttgart-Bad Cannstatt, 1980.
- Sten Ebbesen (a cura di), Quaestiones super Sophisticos elenchos, qq. I.10-19, in Texts on equivocation. Part II. Ca. 1250-1310, Cahiers de l’Institut du Moyen-Age Grec et Latin 68, 1998, pp. 99-307.
- Iacopo Costa (a cura di) Quaestiones in Aristotelis libros ethicorum, in Le questiones di Radulfo Brito sull’Etica Nicomachea, prefazione e note critiche in italiano. Studia artistarum 16, Brepols, Turnhout, 2008.
- Gordon Wilson, (a cura di), Quaestiones super Priora Analytica Aristotelis, Leuven University Press, Lovanio, 2016.